# United Nations Mission in South Sudan
United Nations Mission in South Sudan (UNMISS) är en av FN:s fredsbevarande styrkor och bildades 2011 för en första period om ett år. FN:s säkerhetsråd antog resolution 1996 och bildade därmed UNMISS med start från den 9 juli 2011.
Insatsen omfattar hela södra Sudan. Högkvarteret finns grupperat i Juba. Tre bataljoner är grupperade över hela det geografiska området. Bataljons-HQ finns i Wau, Malakal och Juba. UNMISS får bestå av upp till 7 000 militär personal, varav 165 militärobservatörer,  och upp till 900 civila. Uppdraget är att bevara fred och säkerhet i den nybildade republiken Sydsudan och att se till att mänskliga rättigheter iakttas. UNMISS ska även utbilda civilpoliser och samverka med Sydsudans militära styrkor. FN:s logistikbas i Entebbe kommer att vara ett nav för insatserna i Kongo-Kinshasa, Sudan, Sydsudan, Kenya samt Uganda.